# Boeli van Leeuwenprijs
De Boeli van Leeuwenprijs (Premio Willem C.J. ‘Boeli’ van Leeuwen), vernoemd naar dichter en schrijver Boeli van Leeuwen (1922–2007), is een Curaçaose algemene cultuurprijs. Ze wordt tweejaarlijks uitgereikt aan personen of organisaties die op cultureel, juridisch, bestuurlijk, sociaal of journalistiek gebied een intellectuele prestatie hebben geleverd van wetenschappelijke diepgang, die tevens voortgekomen is uit maatschappelijke betrokkenheid. De prijs bestaat uit een oorkonde, een bronzen beeldje van Boeli van Leeuwen en een som gelds. Het beeld, vervaardigd door Cornelis Zitman, toont Boeli van Leeuwen in een peinzende zithouding boven een kopje koffie en met zijn vaste hoed op. De prijs kwam mede tot stand op instigatie van Nic Møller van Hotel Avila in Willemstad, waar Boeli van Leeuwen tot aan zijn dood een vast stekje had, koffie drinkend en discussiërend met vrienden en bekenden over literaire, culturele, politieke en staatkundige onderwerpen.

## Laureaten
- 2009 − Henny Coomans en Maritza Coomans-Eustatia − voor cultureel-historisch onderzoek over de Antillen
- 2011 − Rose Mary Allen − voor haar antropologisch onderzoek naar de Curaçaose maatschappij
- 2013 − Tania Kross, Randal Corsen en Carel de Haseth – voor Katibu di Shon (Slaaf en Meester), de eerste opera in het Papiaments
- 2015 − Angela Roe − voor haar documentairefilm Sombra di Koló (De Schaduw van Kleur), een dertigtal interviews over de invloed van ras en huidskleur op het dagelijkse leven, in samenwerking met Hester Jonkhout en Selwyn de Wind
- 2017 – Mariano Luis Heyden – voor zijn journalistieke werk
- 2019 – Norman Moron, pianist
- 2021 – niet uitgereikt
- 2023 – Orlando Cuales, radiopresentator/journalist